# Bernard MacLaverty
Bernard MacLaverty (ur. 14 września 1942 w Belfast) – irlandzki powieściopisarz i nowelista.

## Życiorys
MacLaverty urodził się w Belfaście, w Irlandii Północnej, uczęszczał do Holy Family Primary School w dzielnicy Duncairn, a następnie do Kolegium św. Malachiasza. Pracował jako technik w laboratorium medycznym i był studentem Queen’s University w Belfaście. Mieszkał tam do 1975, kiedy to wraz z żoną Madeline i czwórką dzieci (Ciara, Claire, John i Jude) przeniósł się do Szkocji. Początkowo mieszkał w Edynburgu, potem na wyspie Islay, a następnie osiedlił się w dzielnicy West End w Glasgow.

## Twórczość

### Powieści
- Lamb (1980)
- Cal (1983)
- Grace Notes (1997)
- The Anatomy School (2001)
- Przed końcem zimy (Midwinter Break, 2017)

### Zbiory opowiadań
- Secrets & Other Stories (1997)
- A Time to Dance & Other Stories (1982)
- The Great Profundo & Other Stories (1987)
- Walking the Dog & Other Stories (1994)
- Matters of Life & Death & Other Stories (2006)
- Collected Stories (2013)
- Blank Pages and Other Stories (2021)